# Pilotrichella angustifolia
Pilotrichella angustifolia là một loài Rêu trong họ Meteoriaceae. Loài này được Herzog mô tả khoa học đầu tiên năm 1916.